# Caraz
Caraz è un comune del Perù, situato nella Regione di Ancash e capoluogo della Provincia di Huaylas.